# Pardosa hydaspis
Pardosa hydaspis är en spindelart som beskrevs av Lodovico di Caporiacco 1935. Pardosa hydaspis ingår i släktet Pardosa och familjen vargspindlar. Inga underarter finns listade i Catalogue of Life.